# Бридж-кредит
Бридж-креди́т, промежу́точный, или вспомога́тельный, кредит (от англ. bridge — мост и loan — заём, ссуда) — тип краткосрочного кредита, выдаваемый банком физическим или юридическим лицам на срок до одного года под достаточно высокий процент для покрытия текущих обязательств заёмщика. Как правило, такой кредит служит временной мерой и может не отвечать настоящим потребностям заёмщика, а привлекается в ожидании основного, должным образом структурированного финансирования.
Суть бридж-кредита заключается в том, что заёмщик возвращает кредит за счёт денежных средств, полученных от другого источника финансирования, которым может быть продажа активов, недвижимости и т. д. Например, в компаниях бридж-кредит может быть источником привлечения оборотного капитала для приобретения основных средств, при этом денежные средства, вырученные от продажи устаревших активов, становятся источником погашения кредита. С другой стороны, иногда источником погашения становится тот же банк, что выдавал бридж-кредит, то есть стороны изначально подразумевали дальнейшее рефинансирование.

## В ипотечном кредитовании
Бридж-кредит также используется как разновидность ипотечного кредита при приобретении недвижимости. Например, домовладелец хочет продать свой дом для приобретения другого более дорогостоящего жилья. В этом случае бридж-кредит позволяет заёмщику приобрести новый дом, не дожидаясь продажи своего текущего жилья.